# ديبغو فييرا
ديبغو فييرا (بالإسبانية: Diego Viera)‏ (10 أبريل 1972 بمونتفيدو في الأوروغواي - ) هو لاعب كرة قدم أوروغواني في مركز الهجوم. لعب مع تامبا باي موتيني وJacksonville Cyclones ‏ وFlorida ThunderCats ‏ ونادي سيرو.